# ワサビ
ワサビ（山葵・山萮菜、学名: Eutrema japonicum）は、アブラナ科ワサビ属の植物。日本原産。中国大陸の近縁種とは、約500万年前に分化したと推定される。山地の渓流や湿地で生育し、春に4弁の白い小花を咲かせる。
根茎や葉は食用となり、強い刺激性のある香味を持つため薬味や調味料として使われる。日本で栽培・利用される品種は本ワサビとも呼ばれ、加工品を含めてセイヨウワサビ（ホースラディッシュ）と区別される。食欲増進作用のほか、抗菌作用がある。

## 名称
漢字で「山葵」と書く由来は諸説あり、一説には深山に生え、ゼニアオイ（銭葵）の葉に似ているからといわれている。ワサビの語源については、平安時代中期の『本草和名』（918年）には、「山葵」の和名を和佐比と記している。同じく平安時代の『和名類聚抄』にも和佐比と記されている。悪（わる）・障（さわる）・疼（ひびく）の組み合わせという説があるが、詳細は不明である。別名に、ヤマワサビ（山わさび）、サワワサビ（沢わさび）などともよばれている。
本種の学名は Wasabia japonica (Miq.) Matsum. とされることが多いが、現在では Wasabia 属は独立した属とはみなされていないので、Eutrema japonicum (Miq.) Koidz. が正しい学名である。
ワサビの名が付く近縁な植物としてセイヨウワサビ（ホースラディッシュ）があるが、加工品の粉ワサビやチューブ入り練りワサビなどでは、原材料にセイヨウワサビのみを使用したり、両方を使っていたりするため、日本原産のワサビを本わさびと呼び、これを使ったものを高級品として区別していることが多い。
地下茎をすり下ろした薬味、調味料も「ワサビ」と呼ぶこともある。寿司屋の符牒になみだ、さびがある。寿司や刺身の世界的な普及に伴って、英語、フランス語、台湾語、広東語、韓国語などでそのままwasabiという発音で借用されている。
花言葉を「実用」「目覚め」「嬉し涙」とする文献がある。

## 分布・生育地
日本の特産で、北海道、本州、四国、九州に分布し、本来は水のきれいな深山の渓谷、渓流に自生する。野生のものは珍しく、主に静岡県や長野県の清流や涼しい畑で栽培されている。絶えず澄んだ水が流れている冷涼な湿地の砂礫地、沢や水のかかる岩陰などで生育する。深い山間の渓流沿いで野生のものが見られるが、一般の山地で見られるものは半栽培の状態で生育している。

## 形態・生態
多年生草本。全草に香気と辛味がある。地下にある根茎は太い円柱状もしくは円錐形で横筋があり、細根を出す。野生のワサビは、栽培ワサビよりも根茎が細い。根生葉は根茎の頂部から束になって生え、長さ10 - 20センチメートル (cm) の長い葉柄があり、葉身は径5 - 13 cmの大型で円形に近い心形で光沢があり、葉縁に不揃いな鋸歯と波状の凹凸がある。茎につく葉もほぼ円形で、光沢がある。
花期は春（3 - 5月）。根茎の頂から長さ20 - 30 cmくらいの地上茎が直立し、柄の短い小型の葉を互生して、茎頂や上部の葉腋に、白色の十字型で花径3ミリメートル (mm) ほどの小さな4弁花を総状につける。花は上から順に数個から十数個が開く。

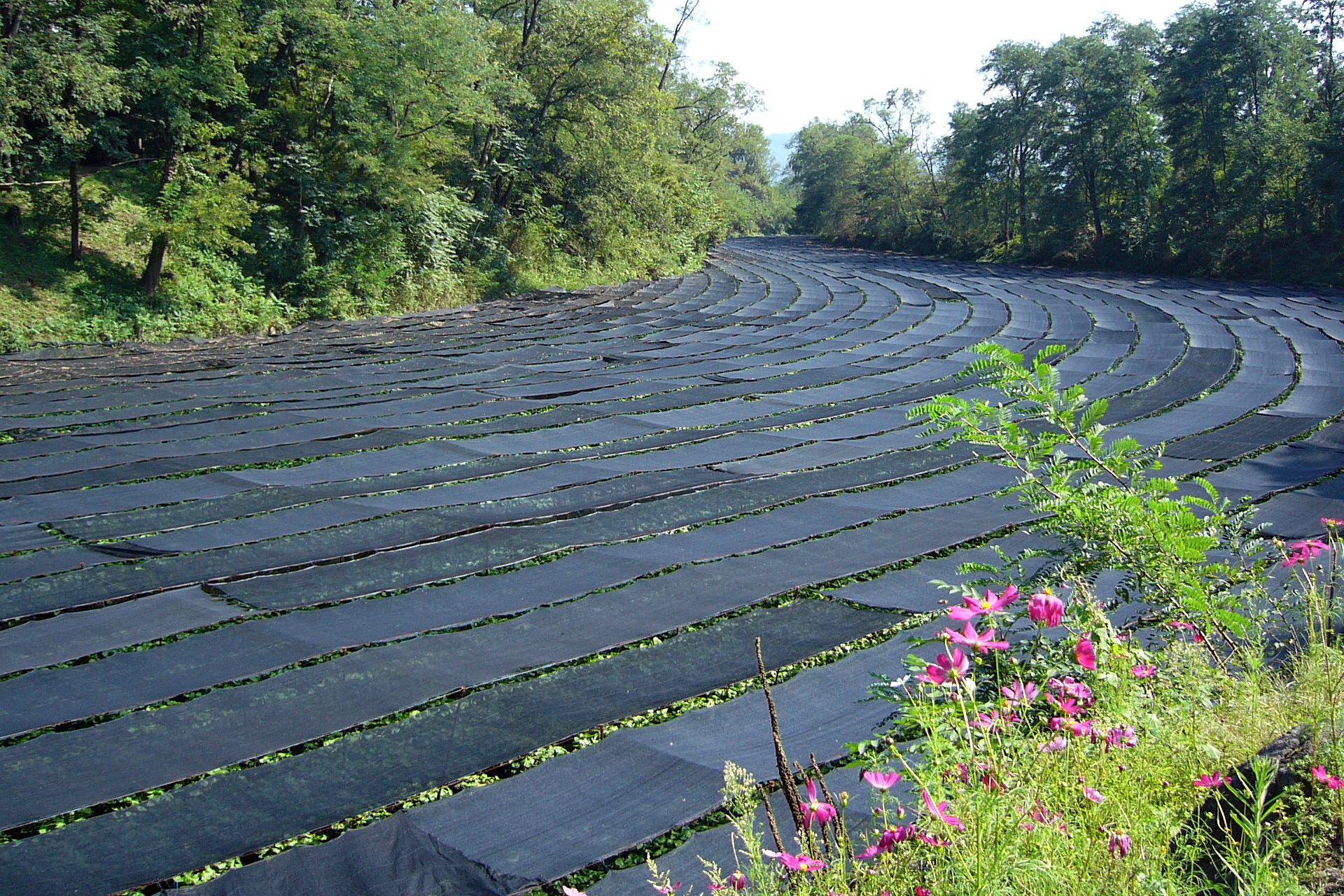
ワサビ田（長野県 9月）
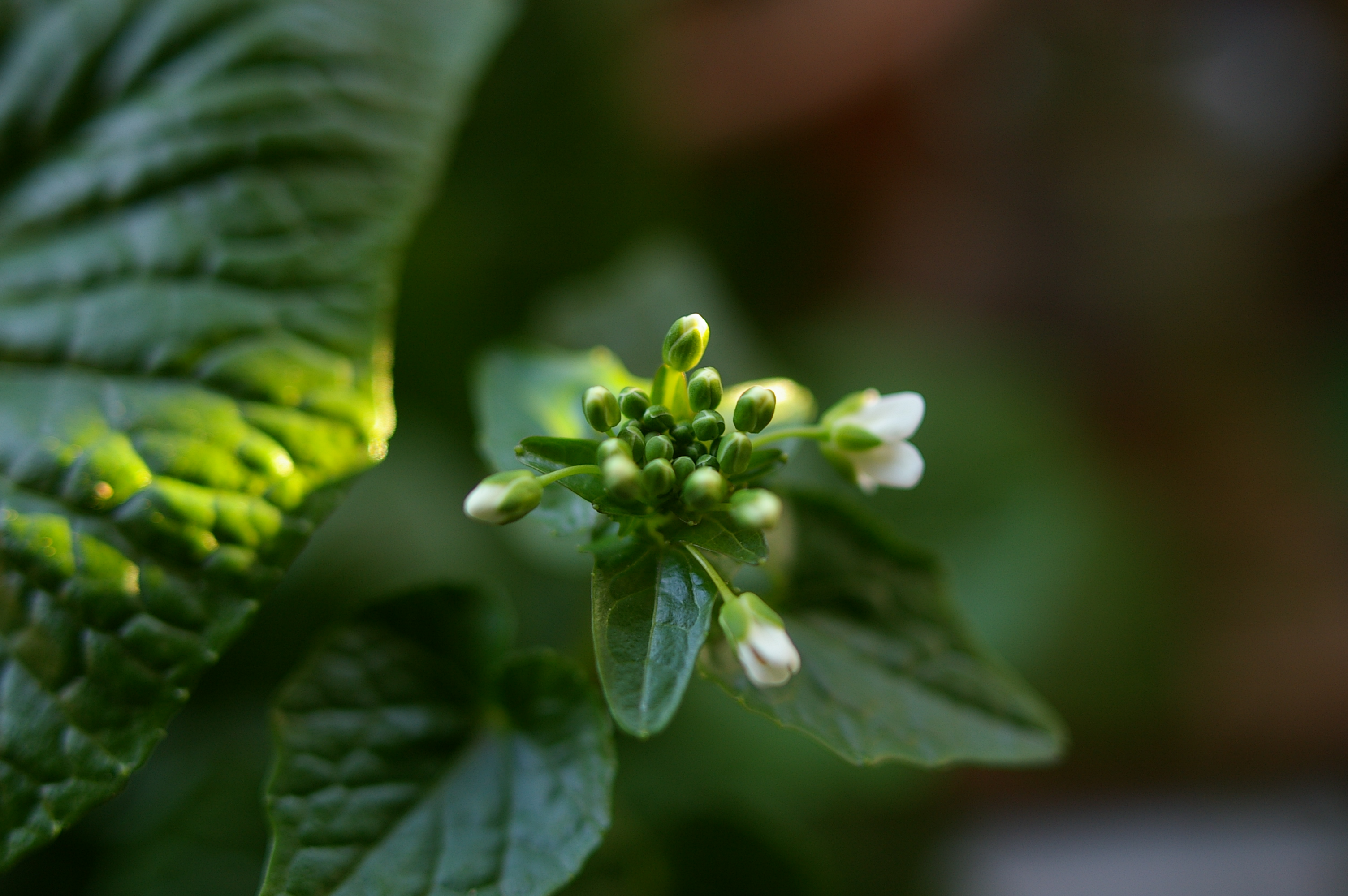
ワサビの蕾
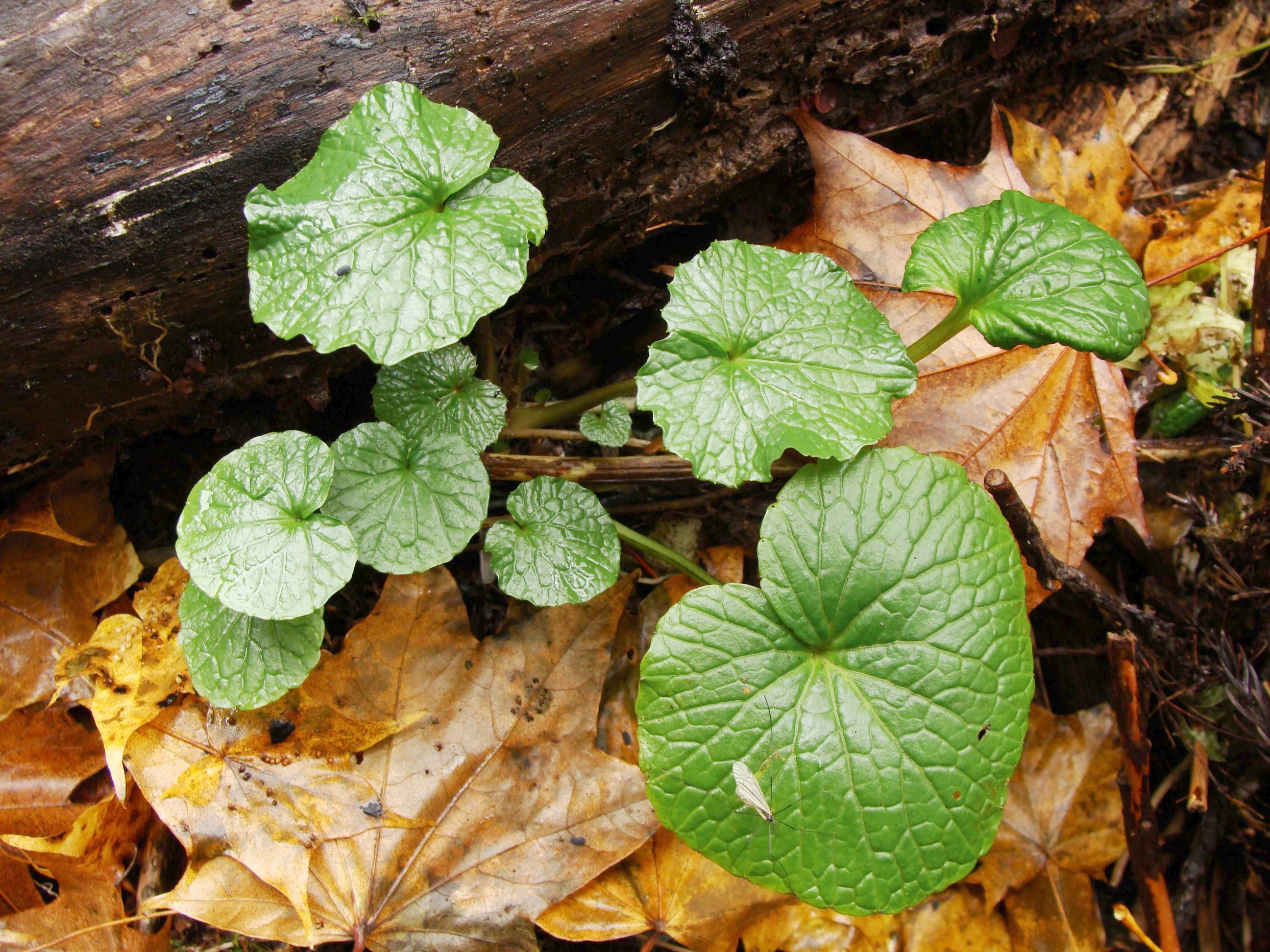
自生ワサビ
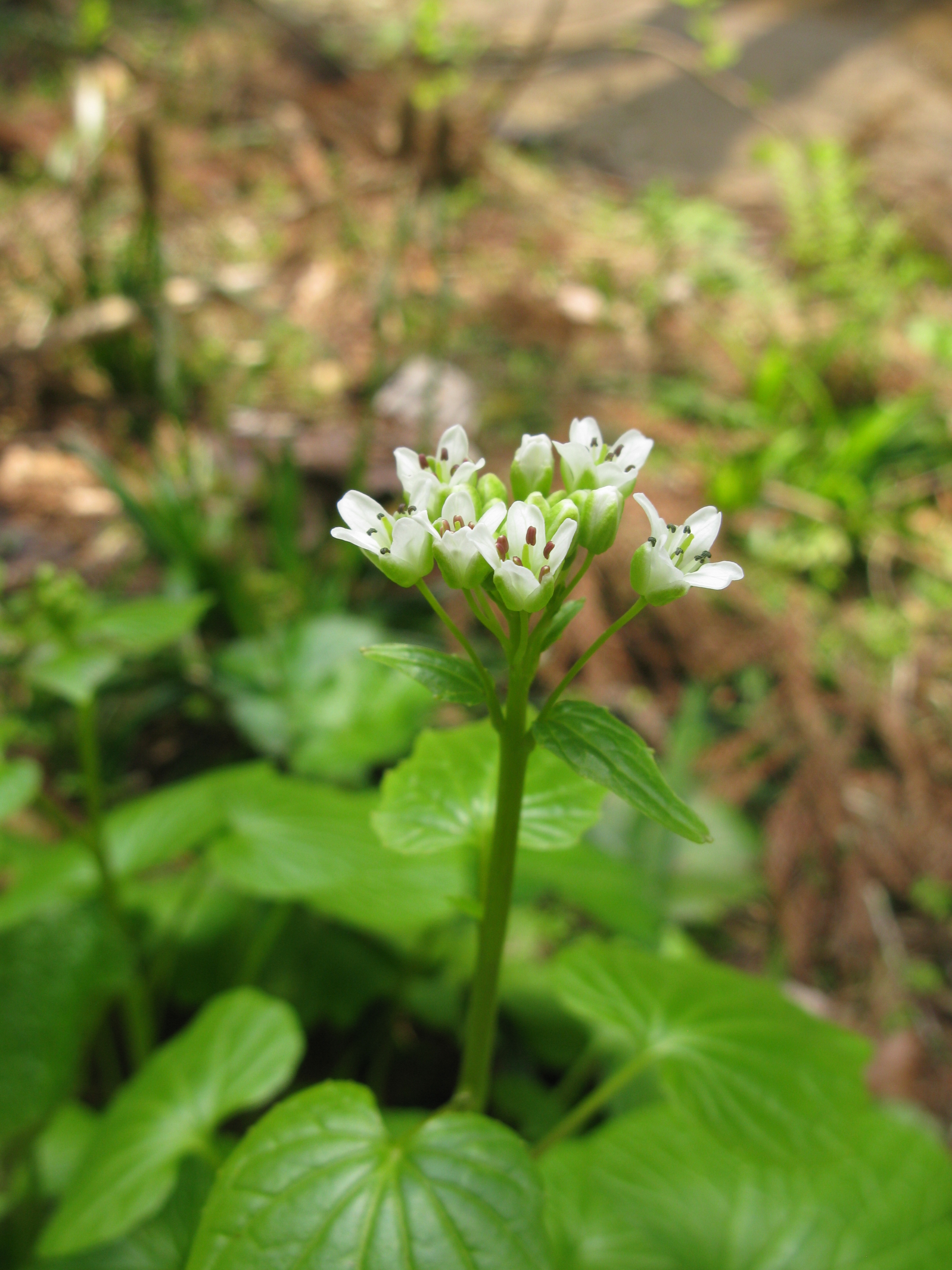
自生ワサビの花

## 産地

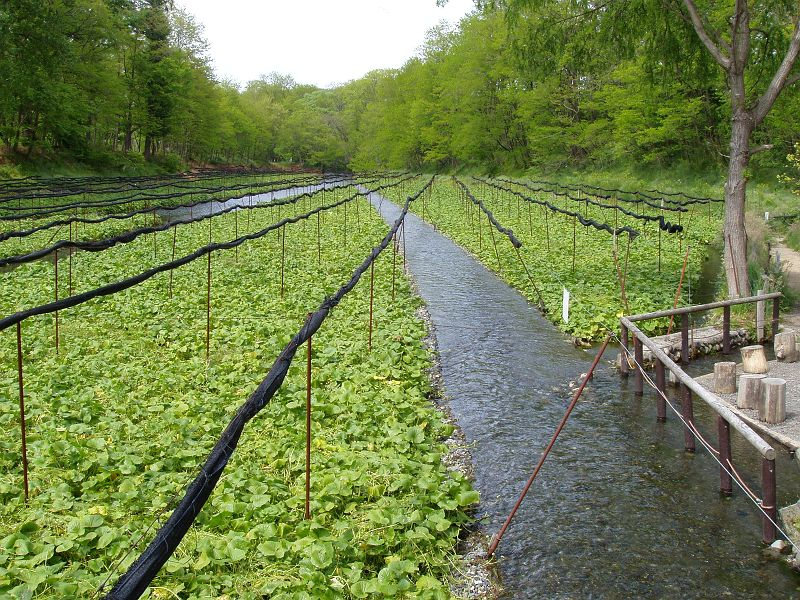
安曇野 大王わさび農場（2008年5月12日撮影）

日本の主要な産地は静岡県、長野県、東京都（奥多摩）、島根県、山梨県、岩手県、奈良県などである。また、ワサビの産地である伊豆市や安曇野市では市の花に指定されている。
日本国外では台湾南部、ニュージーランド、中国雲南省、韓国江原特別自治道鉄原郡などでも栽培されている。
イギリスでは、クレソンを栽培している会社が2010年にワサビ栽培を提案されて、南部のドーセット州で試行錯誤を経て成功させ、2012年に欧州の料理店向けに販売を開始した。汲み上げた地下水で日本と同様の栽培環境を再現している。欧州で初めての商業ベースのワサビ栽培の事例となった。価格は100グラム30ポンド（2012年時点で約4200円）。欧州では、日本産ワサビにこだわり採用を渋ったシェフもいたが、鮮度を評価して購入する料理店や個人もおり、ウオッカやマヨネーズなど加工品の製造にも展開している。

## 栽培
江戸時代から栽培が本格化した。江戸時代初期、静岡県有東木において、当地に自生していたワサビを圃場へ移植し、栽培を試みたのが最初とされている。寿司の流行により急激に広まったと言われている。
冷涼なところを好む性質で、栽培方法を大別すると、水栽培で渓流や湧水で育てられる通称水ワサビ（谷ワサビ、沢ワサビ）と、畑栽培で育てられる通称畑ワサビ（陸ワサビ）がある。水栽培は、山間部の北斜面で、水が濁らない湧水地がよいとされる。また、畑栽培は落葉樹下の夏は日陰で、冬は日が当たる場所が選ばれる。増殖は、種子を莢のまま砂に埋めておいて秋に播く。春に芽が揃ったら定植する。

### 歴史
深山幽谷の清冽な渓流に沿い自生していたものが、その利便から人里近辺の清流栽培へと根分けされて広がり、日本の食文化に合う国内需要により農業生産されるに至る。
- 飛鳥時代の遺跡である飛鳥京跡苑池遺構（現・奈良県明日香村）から出土した木簡に「委佐俾三升（わさびさんしょう）」と書かれていた、これがワサビについて記された最古の史料とされる[21]。
- 718年（奈良時代）に出された賦役令（現代の法人税法施行令に相当）の中に「山葵」（わさび）の名前が見られる。土地の名産品として、既に納付され、薬用として使用されていたと考えられる。
- 1221年7月（鎌倉時代）、後堀河天皇の即位に際して、丹波国よりワサビが献上される。
- 室町時代、既に現代と同じ薬味としての利用が確立されていた。
- 江戸時代、有東木（うとうぎ、現・静岡市葵区）のワサビは駿府城で大御所政治を執っていた徳川家康に献じられ[22]、その味が絶賛された。これに加えて、ワサビの葉が徳川家家紋の「葵」に通じることから、江戸幕府の庇護を受けることとなった。一方で門外不出の扱いとなり、その栽培技術を他地区に広げることは禁じられた。寿司、蕎麦の普及につれて、広く一般に普及・浸透していった[23]。古くは自生のものを採取・利用していたが、江戸時代に有東木地区に住む村人が野生のワサビを栽培したのが、栽培普及の端緒と伝えられる。
- 延享元年（1744年）、天城湯ヶ島（現・静岡県伊豆市）で山守を務めていた板垣勘四郎は、三島代官の命によりシイタケ栽培の技術指導で有東木を訪れた。板垣はワサビの栽培を天城でも行いたいと懇願し、有東木の住民はシイタケの礼から禁を犯して板垣にワサビの苗を持たせた。この後、板垣の努力で天城でも栽培が始められることになる[24]。
- 1892年頃、原保村（現・伊豆市）の平井熊太郎が畳石式栽培を開発した[25]。
- 1900年代初め（明治の終わり頃)、丹那盆地および周囲の山々に、清水が湧き出すワサビ沢が7か所あったが、後に真下を丹那トンネルが開通して姿を消した[26]。1918年着工、1934年開通の丹那トンネルは工事中に大量の出水があり、トンネルの真上に当たる丹那盆地は、地下水が抜け、湧き水が失われた。
- 1958年頃までの日本で栽培されていた品種は、中伊豆町の農家が発見して育成した品種「だるま」が多かったが、1958年の狩野川台風により中伊豆町のわさび田が壊滅。この台風被害からの復興の際に育種苗が不足したことや高品質な味と形を求められたことなどから、和歌山県産「真妻」（マズマ）種に置き換わっていった[27]。また、栽培が盛んな県の農業試験場では、地域毎の栽培特性に合わせた独自品種を開発して県内農家向けに種苗を供給している[28][29][30]。
- 2002年から2004年にかけて日本で「火災時における臭い警報システムに関する研究」が行われ、この研究をもとにワサビの臭いを用いた聴覚障害者向け火災報知器が商品化された[31]。この商品開発に関わる研究は、2011年にイグノーベル賞（化学賞）を受賞した。
- 2018年3月、国連食糧農業機関（FAO）は静岡県の伝統的ワサビ栽培を世界農業遺産に認定した[32]。

### 水ワサビ
水ワサビはワサビ田で栽培し、その根茎（根と茎の間の芋の部分）は生食用として利用される。このワサビ田は溪流式、地沢式、平地式、畳石式の4つの様式に分かれる。畳石式とは、ワサビ田に石を下から順に大・中・小と積み上げたうえに砂利を敷き、そこに通した湧水をろ過したうえで酸素・養分を含ませ、高品質なワサビを育てる栽培法。畳石は数十年ごとに敷きなおす「畳替え」が必要で、コンクリートによる代用は食味が落ちるという。
水ワサビの生育には、豊富で綺麗な水温9 - 16℃の水と、砂地などの透水性が良い土壌が必要で、強い日光を嫌う。粘土質土壌や腐葉土質を嫌うため肥料等は必要なく、育成の手間も殆ど要らないが、きれいな水が大量にある場所に生育が限定されるため、栽培の難しい農作物としても知られる。なお、経験的に、20℃ 3時間以上で根の腐敗が始まるとされる。一方、山間の沢や水路を利用して小規模に栽培されることもある。
種類は赤茎種と緑茎種の2種類がある。静岡県で盛んに栽培される真妻種、島根県の在来種は赤茎系とされる。キャベツと同じアブラナ科の植物であるため、時としてスジグロチョウやモンシロチョウの幼虫（青虫）に葉を食害される。また、根茎部分はヨコエビによる食害が報告されている。

### 畑ワサビ
畑ワサビは栽培から収穫までを畑で行うもので、水ワサビと異なり、温度と湿度管理が整えばどこでも栽培することが可能である。しかし、株分けによる栽培を続けると数年で「退化現象」と呼ばれるウイルス感染に伴う成長障害や不稔、白さび病、うどんこ病が生じ、衰退する。この退化現象を回避するため茎頂培養（成長点培養）によるウイルスフリー苗（メリクロン苗）の生産技術が1990年代には確立され、栽培農家に供給されている｡栽培では、日射を避けるため日よけを施した広葉樹林や針葉樹林の湿り気の多い場所が多く利用される。ハウス栽培も行われる。2000年代になり人工光源を使用した栽培実験も行われている。

## 主要品種と特徴

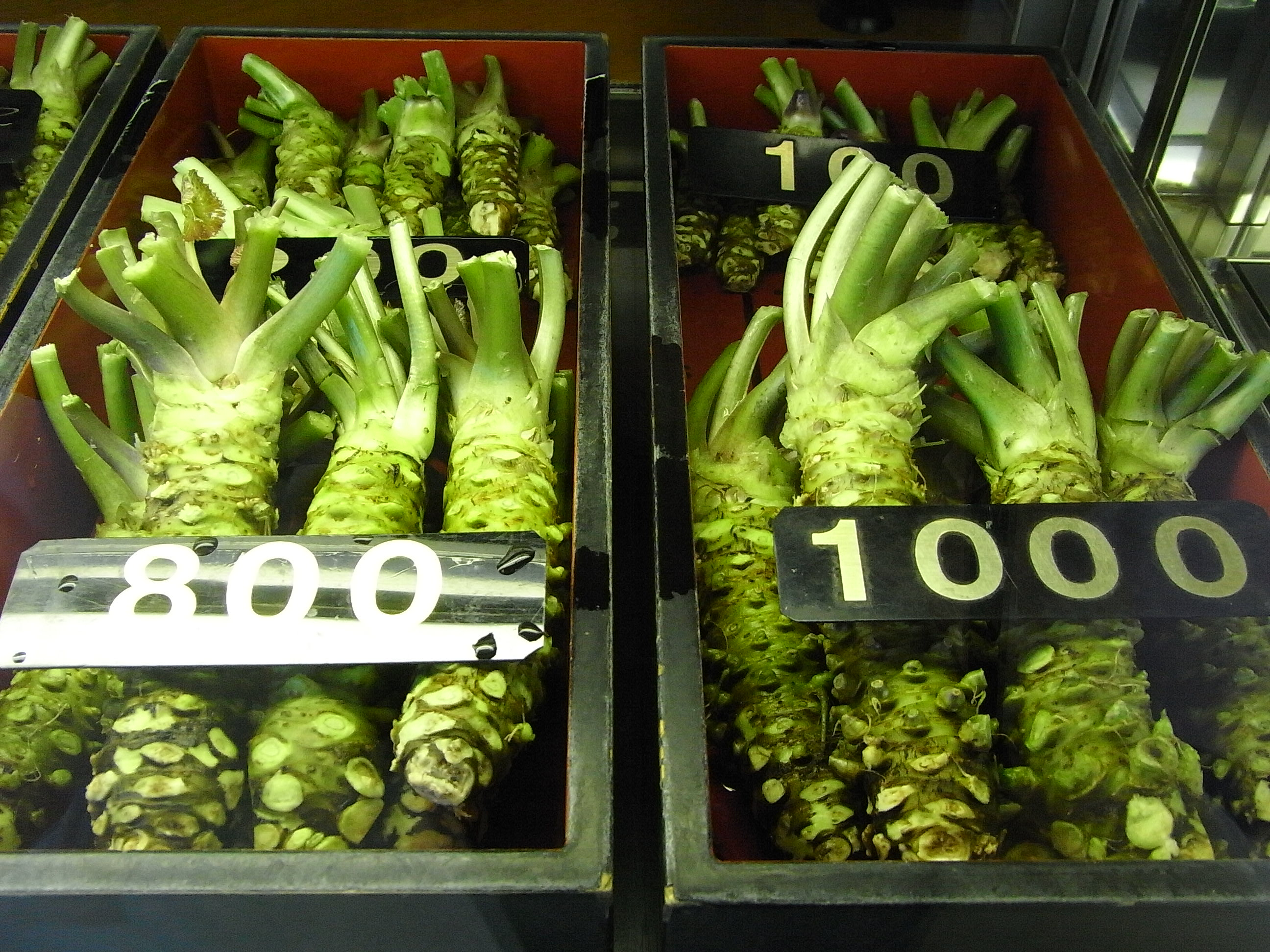
安曇野 売店に並ぶワサビ（2008年8月18日撮影）

ワサビの上品な味と香り、辛味、苦味、甘みについて、国内の交通が急激に変化した明治から大正時代にかけて研究されており、日本国内の主要産地ごと、また近年では外食チェーンで多用される中国産などでかなりの違いが認められる。多くの栽培品種があるが、「真妻」「だるま」「島根3号」が3大品種と云われ、その他の品種はこれらが育種母体として利用されていることが、DNA鑑定の結果判明した。これらと野生在来種を交配選抜して栽培効率や耐病性、食味、保存性などを向上させた改良品種が数多く存在し、近年ではほとんど辛みのないものも栽培・流通している。
- 真妻（まづま）- 旧・真妻村（現・和歌山県印南町川又）が発祥地の品種。品質が優れていたため静岡県内を中心に栽培が広がった。現在、印南町の農家が発祥の地復活を目指し、一度は途絶えた生産出荷に向け取り組んでいる[49]。
  - 正緑（まさみどり）- 真妻の子品種。耐病性と大型化を改良。
- 達磨（だるま）- 大正時代末期から昭和初期にかけて静岡県において導入された半原種（神奈川県原産）の中から突然変異株として優れた系統を発見し、選抜された。1965年頃から急速に退化現象が現れ、原種に近いものはほとんどなくなり、静岡では代わりに前述の「真妻種」が主力品種となった[50]。
  - ふじだるま[51]
- 島根3号（しまねさんごう）- 島根県農事試験場の野津六兵衛が、1925年以降全国各地から集めたワサビと、島根在来種との自然交配による実生を育て、さらに横木国臣の協力を得て1936年に選抜し、1942年に公表した[52]。一時日本を席巻し、京都の高級料亭ではよく使用された品種とされる[53]。
  - 徳育1号 - 「島根3号」の種子から優良株の選抜を複数繰り返し、山口県が開発した[28]。
- 半原（はんばら） - 別名「丹羽山」。
- みどり - 主にわさび漬けの材料用品種。
- グリーンサム - 辛みが強いが、病気にかかりやすい。
- 岩泉1号 - 岩手県に多い品種。畑ワサビ[54]
- 静岡17
- 高井（たかい） - 長野県に多い品種。
- 長野23号 - 大きくなるが、病気にかかりやすい[29][55]。
- 三鷹大沢わさび - 東京都三鷹市大沢で少数現存し、株の老化や絶滅が危惧されている。開発で湧水が減る前の昭和初期までは商業栽培されて、神田青果市場や築地市場に出荷されていた。江戸時代後期、伊勢（現在の三重県）出身の箕輪政右衛門が豊富な湧き水に着目し、郷里の五十鈴川上流で自生していたワサビを婿入りに際して持ち込んだと伝わる。野生種や絶えた古い栽培種を受け継いでおり、近縁種との交配による復活・保全が進められている[56]。

## 有効成分
ワサビの辛味成分は、芥子菜などアブラナ科の植物が多く含むからし油配糖体（グルコシノレート）の一種シニグリンという成分が含まれており、ワサビをすり下ろす過程で細胞にある酵素と反応することにより、シニグリンがアリルイソチオシアネート（6-メチルイソヘキシルイソチオシアナート、7-メチルチオヘプチルイソチオシアナート、8-メチルチオオクチルイソチオシアナート）などの刺激性ガスに分解される。成分は品種、栽培条件、収穫時期で変化するが、わさびスルフィニル（wasabi sulfinyl）は国産の本わさびからワサビ特有の辛みを抽出した成分6-メチルスルフィニルヘキシルイソチオシアネート/6-methylsulfinylhexyl isothiocyanate （6-MSITC）を指す。
抗菌効果があるとする報告、胃がん細胞増殖抑制成分が含まれているとする報告など様々な研究が発表されている。名古屋市立大学大学院医学研究科は、神経細胞の再生を促して記憶力や学習能力を改善させると発表し、1日に12.5グラムを摂取することにより脳だけでなく全身で細胞の再生が促進され、認知症予防以外にも血管拡張や骨密度強化など多彩な効果があるとしている。また、中部大学応用生物学の研究チームは、ワサビの辛味成分アリルイソチオシアネートが酸化ストレスを防ぐ体内酵素を活性化させて老化や疾病を防ぐ一定の効果があるほか、抗アレルギー作用があると発表した。
ワサビは、強力な抗菌作用だけでなく、魚の臭み成分と反応して生臭さを消す作用を持っており、辛み成分は胃を刺激して消化を助け、食欲を駆り立てる効果もある。

### 栄養価
栄養成分としては、ビタミンC、カリウム、カルシウムなどが群を抜いて多く含まれる。ただし、ワサビは強力な辛み成分を含み、それらの栄養効果を期待するほど一度に多くの量を食べることはない。

## 利用・加工法
日本原産の野菜で、根茎、茎、根、花などすべてが食用にされる。市場に出ているものは山間地の栽培ものである。主に辛味として使われるのは根茎で、一年中流通して特定の旬はないが、冬場の11月 - 2月を旬とする文献もあり、全体に色鮮やかな淡緑色で良く締まったかたいものが良品とされる。
ワサビの葉も辛味があり、わさび漬けなどに、太い根茎は、主にすりおろして香辛料とする。食欲増進、食物防腐、制菌作用があることから、生ものに添えられ、刺身や寿司、蕎麦などの日本料理には欠かせない薬味として知られる。根茎は薬効がある生薬として、民間では山葵根（さんきこん）と称されることもあるが、ワサビは中国にはなく、本来は「山葵」とすることは誤りである。薬用としてよりも、香辛料として用いられる。野生のワサビは根茎部が小さくてほとんど使えないため、山菜として利用するのは主に地上部である。

### 地下茎（根茎）
根茎はおろして辛味薬味として使う。根わさびとして使う部分は地下茎で、すりおろすと揮発性のからし油が生じて、鼻に抜ける刺激的な辛みが生じる。おろしわさびは、日本料理の薬味として使い、寿司、刺身、茶漬け、蕎麦、鰻の白焼きなどに添えられる。特に、魚類の生食には欠かせない食材として知られる。洋食のローストビーフやスパゲッティに使われることもある。また西洋料理、特に日本料理に影響を受けた近代フランス料理でソースなどに使用されることがある。牛肉とも相性が良いので焼肉に添えたり牛カツに添える店もある。ワサビをすりおろしたことにより生じる辛味成分アリルイソチオシアネートは、強力な抗菌作用があることが知られており、刺身や寿司に使われることは食中毒予防の観点で理にかなっているといわれ、その香りによって魚の生臭みも防ぐこともできる。ワサビの辛味は、根茎の先の根に近い下のほうに行くほど強くなり、水分は少なく白っぽくなってくる。青茎種が最も辛みが強く、粘り気がある。
すりおろす道具としては、細胞を細かく摩砕できる鮫皮おろしなどの目の細かいおろし器を用いて、葉がついていた上の方から円を描くようにしておろすと、香りと辛味が増す。すりおろすときは、葉を切り落として、葉の付け根のほうからおろしていく。できるだけ金属製のおろし金を避け、陶製または鮫皮のおろし器を使う。
ワサビの風味、特に辛味は揮発性のものが多いため、すりおろして余り時間を置くと風味を失ってしまうが、すってすぐの物も味にカドが有る。地下茎とおろし器を供して自分でするシステムを取る店やその来店客は、おろす動作の体験や、おろしたての強い香りを重視する。
またワサビを醤油で溶いたりしても、ほとんどが醤油に含まれるメチオノールで消臭されるため、風味を弱く感じるようになる。作家池波正太郎は著書『男の作法』の中で「刺身の上にわさびをちょっと乗せて、それにお醤油をちょっとつけて食べればいいんだ。そうしないとわさびの香りが抜けちゃう。醤油も濁って新鮮でなくなるしね」と述べている。一方、北大路魯山人は著書の中で「しょうゆの中にわさびをいれてしまっては辛味はなくなる。しかししょうゆの味がよくなる」と記述している。
ワサビの鼻につんとくる独特の刺激的な辛さは、一般的に子供には好まれない。そのため、寿司などにワサビを入れないものを「サビ抜き」といい、子供やワサビが苦手な人のために作られる。また、逆に鉄火巻きの要領でワサビだけを巻いた寿司として「ワサビ巻き（なみだ巻き）」がある。
刻んだ地下茎を酒粕に混ぜて漬け込んだ粕漬けの一種のわさび漬けは、酒のつまみや米飯の副菜となり、静岡県の名物となっている。
島根県の山間部には山葵の風味を生かした汁かけご飯の一種「うずめ飯」がある。

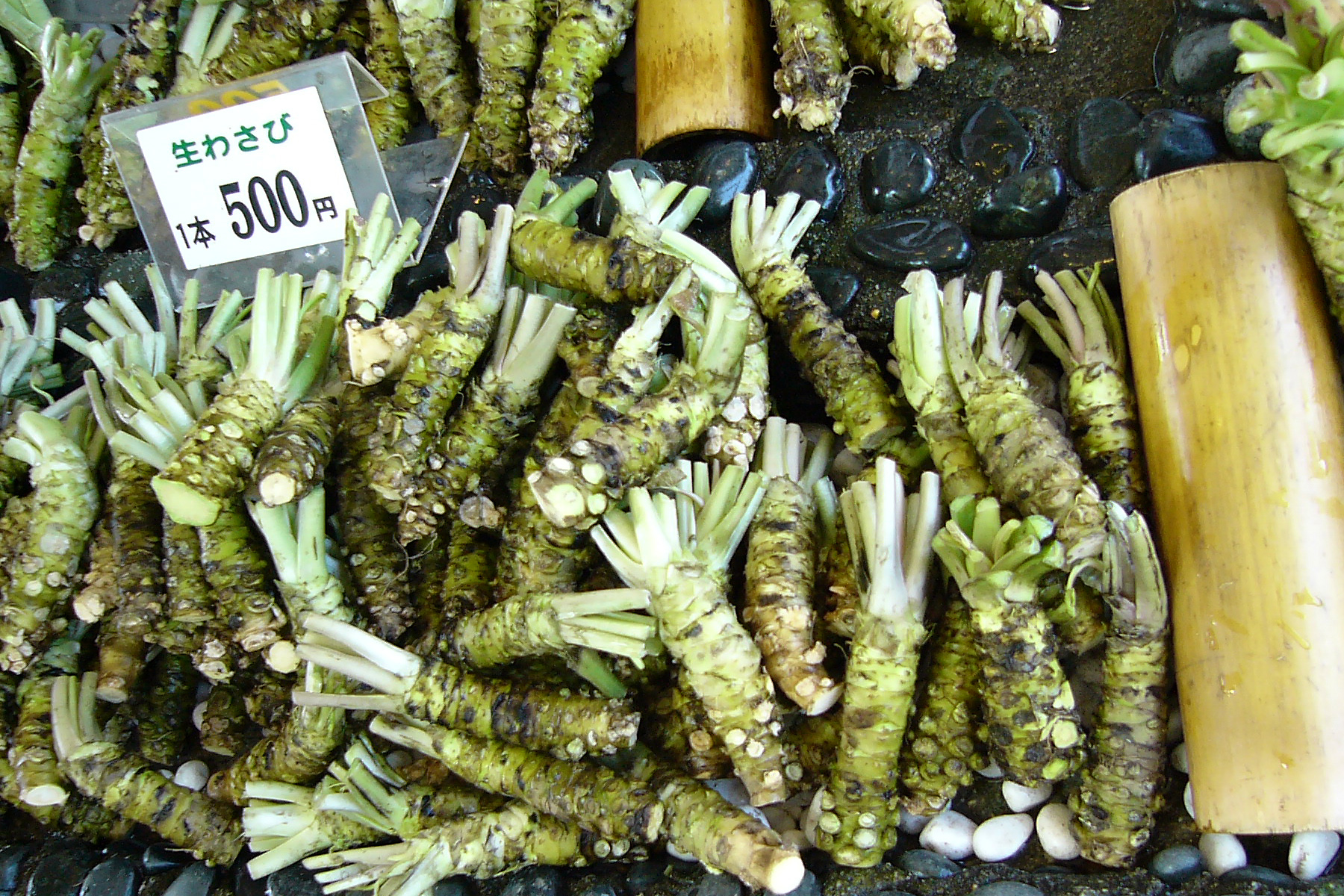
採取・切断して販売される地下茎
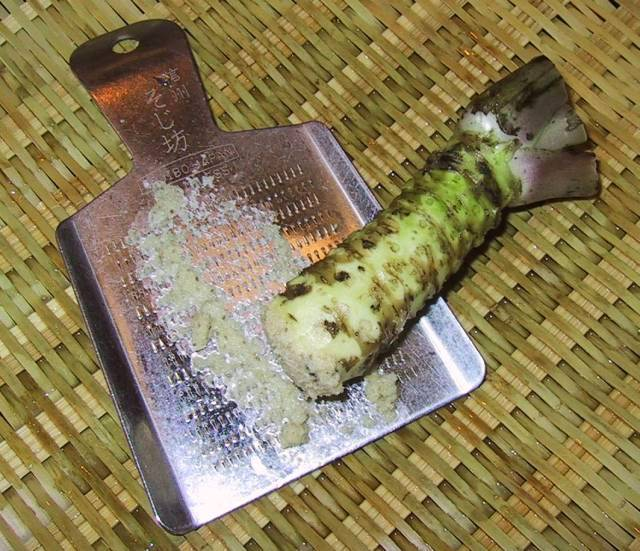
すりおろした状態
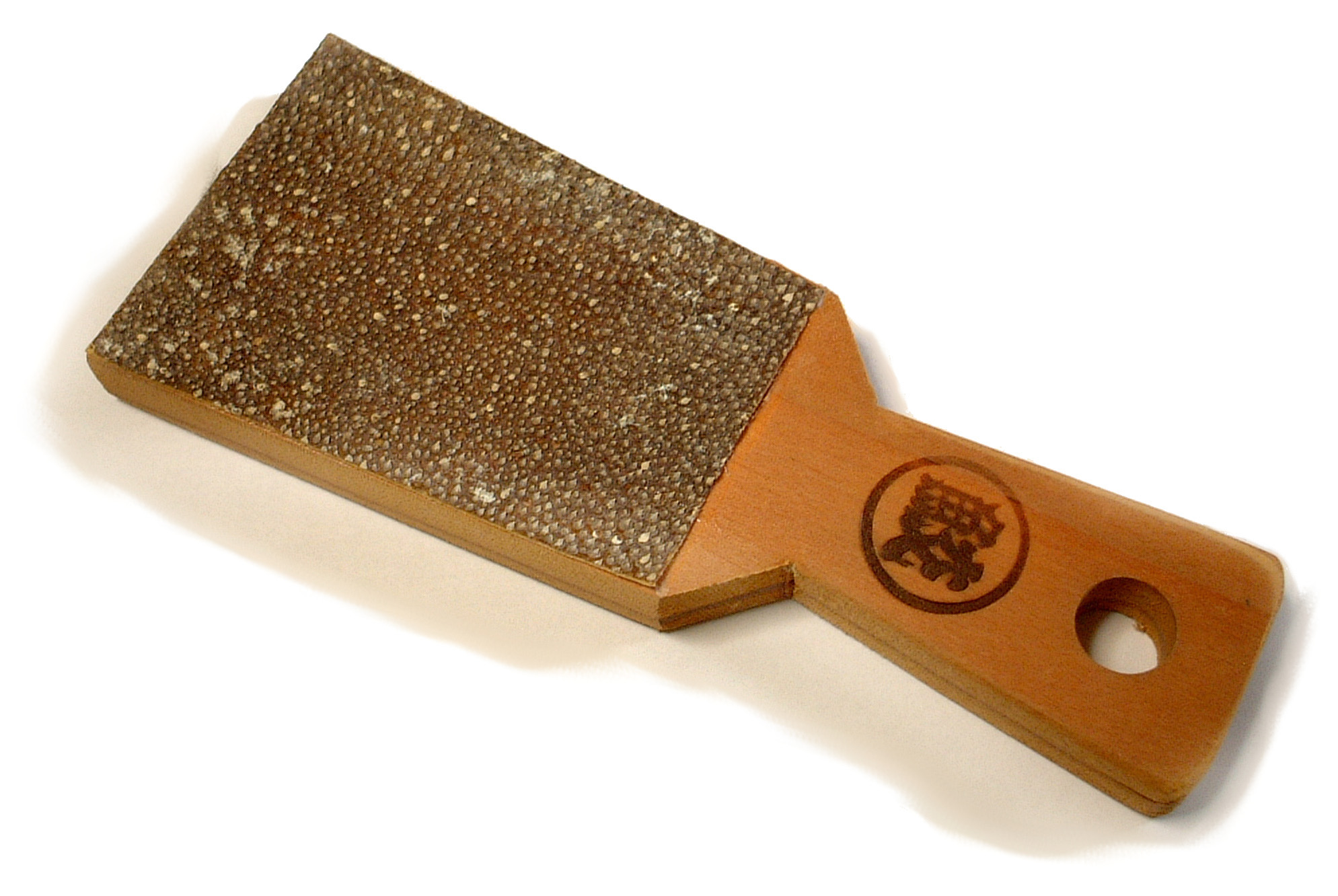
鮫皮のワサビおろし
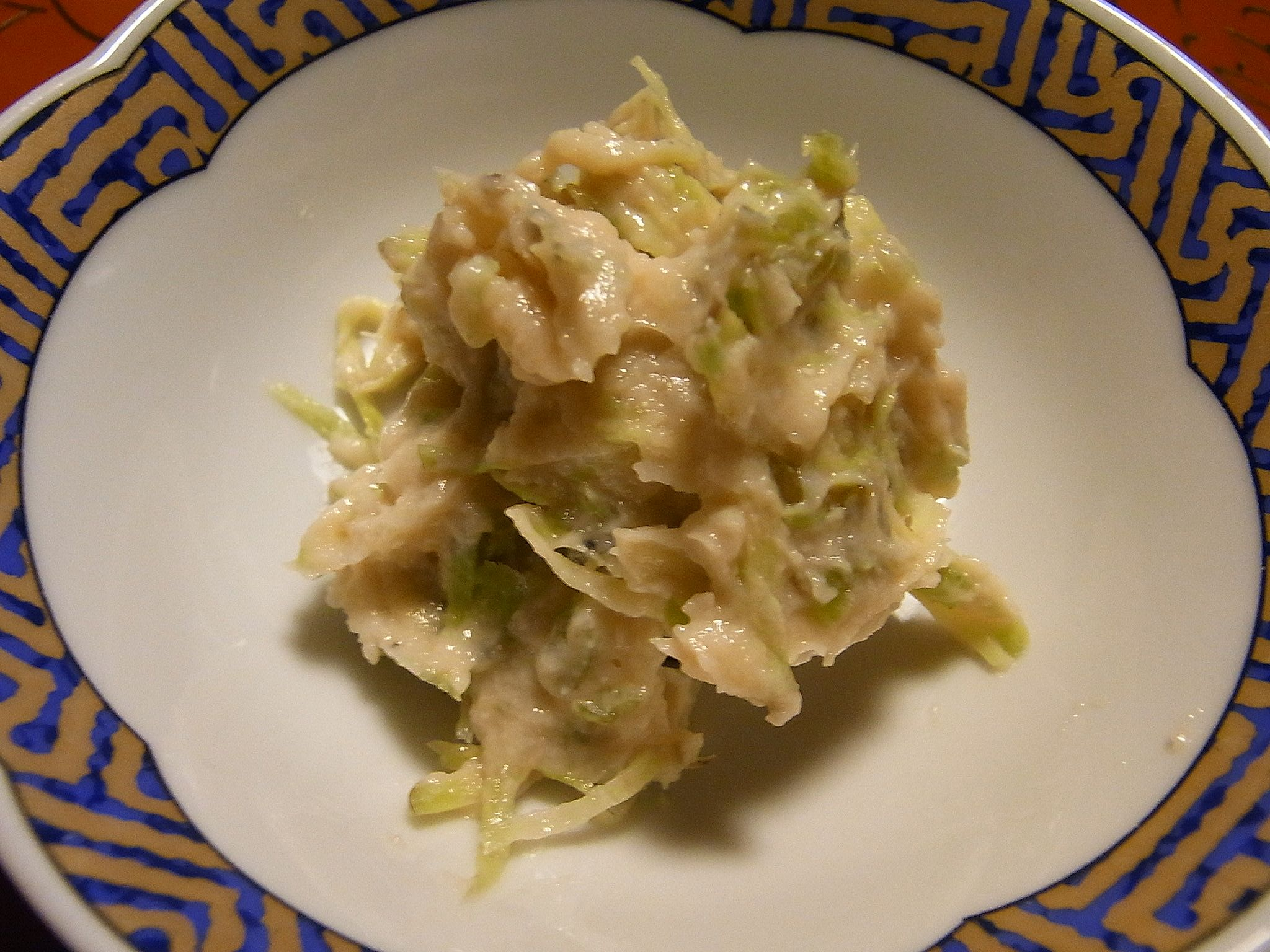
安曇野市穂高のわさび漬け（葉と茎は使わず根茎だけを使用）

### 葉、茎、花

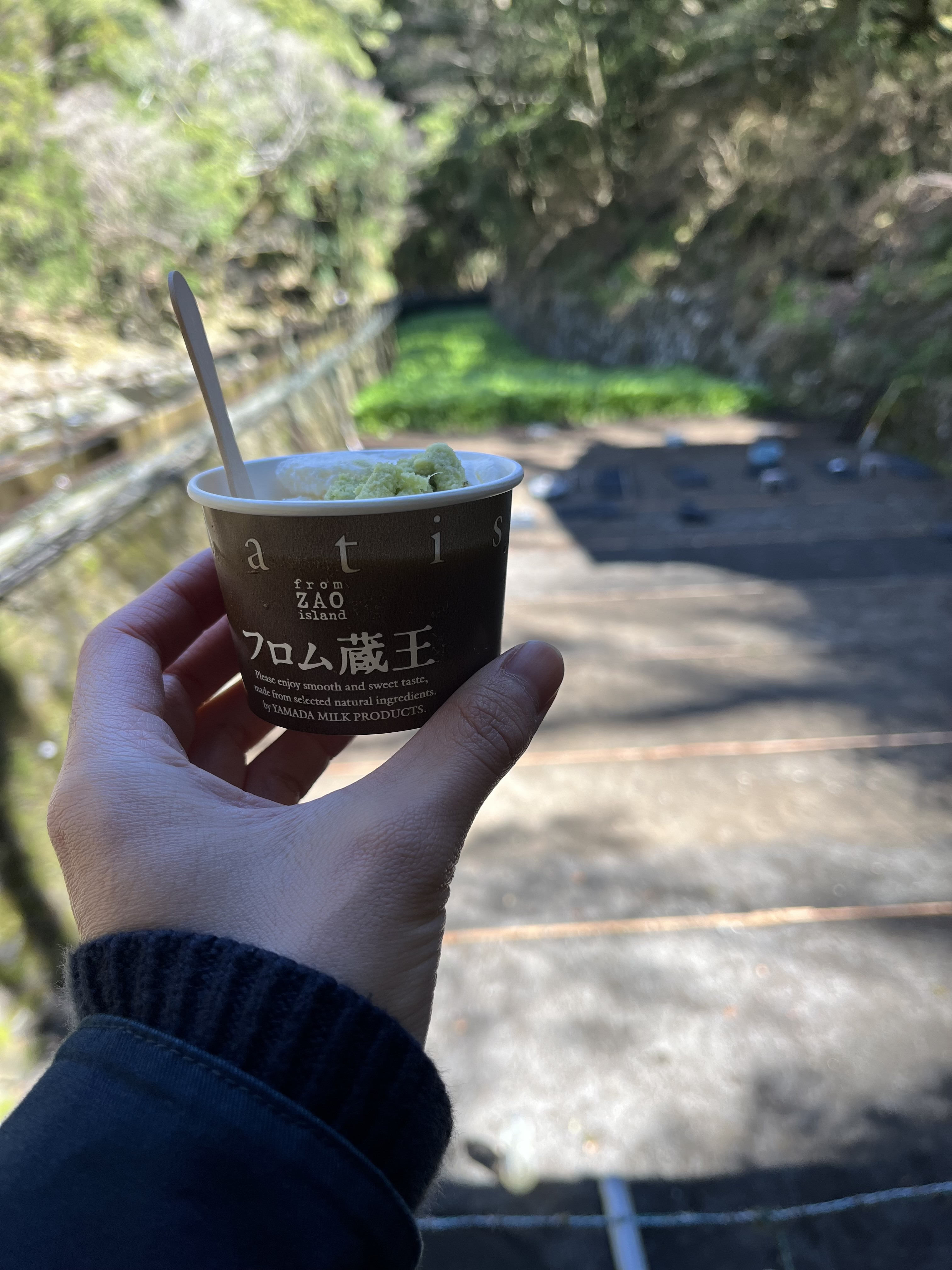
浄蓮の滝で撮影したわさびアイス。わさび田を背景に撮影。

ワサビのやわらかい葉や葉柄の部分も食用にされ、「葉ワサビ」とよばれている。沢で栽培されるものは3 - 4月ごろが旬、畑栽培のものは一年中出回る。野生ワサビの茎葉は、花の咲きはじめが旬とされ、花が咲いている株全体を採取して食用とする。野生ものも一年中使えるが、特に葉と茎は花の咲く時期がやわらかい。
葉や葉柄にも辛味があり、さっと茹でて水にさらす、あるいは熱湯をかけて冷ましたものをおひたしや和え物、煮びたしにするほか、醤油漬け、わさび漬け、塩漬け、粕漬け、浅漬け、酢漬けなどにしてピリッとした辛味を味わう。また生のまま天ぷらにもする。茎や葉を、さっと湯通しする程度に茹で、塩または出汁醤油をかけて密封容器にいれ、冷蔵庫において一夜漬けにすると、独特の香りと辛味が楽しめる。三杯酢につけたり、粕漬けにしても楽しめる。また、刻んで汁の実としてもおいしく食べられる。島根県西部（高津川流域）と山口県東部では、新芽の部分をその独特の食感から「ガニ芽」と称し、高級食材として活用している。
2 - 4月ごろの花芽がついた葉や花茎は、「花ワサビ」とよばれて出荷もされている。花ワサビも葉ワサビと同様に辛味があり、さっとゆがいてお浸しにしたり、天ぷらにして食べられる。花は刺身のつまや、料理のあしらいとしても使われる。
葉や茎は、成分・エキスを抽出したり、すり下ろして練りわさびやスナック菓子などの風味付けの原料として用いられたりする。ワサビ風味の食品には、冷菓（ソフトクリームやアイスクリーム）、米菓（せんべいやあられ）もある。ただし、ワサビの辛味成分は数分で揮発してしまう為、添加物を加えてそれを抑止する等の工夫をしている。
食用外でも、アリルイソチオシアネートの殺菌作用や、植物の老化を早めるエチレンガスの発生を抑制する作用を利用して、食品・野菜用の抗菌・消臭・鮮度保持剤として冷蔵庫などで使用する加工製品もある。弁当用の防腐剤や米の防虫剤としても利用されている。また、樹脂によりワサビ成分（AITC）をマイクロカプセル化したペレットとベース剤を混合することで、揮発量と徐放性を調正可能にしたシート型防虫剤が開発されており、貨物コンテナに混載する縫製品などの梱包製品にも使用されている。台湾や日本で問題になっているヒアリへの燻蒸・殺虫実験も行われており、効果が証明されている　。

## 広義のワサビ

### ワサビの名が付く植物
ワサビに似た辛味がある植物にワサビの名がついていることがある。ただし、必ずしもワサビと近縁ではない。
- セイヨウワサビ（西洋山葵）、ホースラディッシュ、ワサビダイコン（山葵大根）、山ワサビ Armoracia rusticana
- ユリワサビ（百合山葵）、イヌワサビ（犬山葵）Wasabia tenuis syn. Eutrema tenuis
- ワサビノキ（山葵の木）Moringa spp. - ワサビとは遠縁である。

### 粉ワサビ・練りワサビ
加工品として、缶入りの粉ワサビ、チューブあるいはパック入りの練りわさびが存在し、現在、日本の一般家庭では生のワサビ地下茎をすりおろすよりもこちらが広く用いられるが、原材料はワサビ（本わさび）ではなく、安価な代用品としてセイヨウワサビを使用していることが多い。
しかしながら、近年では高価な“本来のワサビ（本わさび）”も加えている商品が増えてきている。根茎は高価なため、それ以外の根や茎の部分が使用される事が多い。チューブ入りわさびにおいては植物油、食塩、糖分、増粘剤等を添加しているものが多い。品名（名称）は、いずれも「加工わさび」であるが、日本加工わさび協会の基準においては原料わさびのうち本わさび（ワサビ）を50%未満使用している場合は「本わさび入り」、50%以上使用している場合は「本わさび使用」を表記して良いとしている。

### サプリメント
上述の「ワサビ スルフィニル」の有用性が確認され、その成分を抽出したサプリメントが製造販売されている。

## 文化・俗信
- 島根県美濃郡には、「人がワサビを食べ始めたのは、サワガニがワサビを食すのに気づいたため」という起源譚がある[83]。
- 広島県では、妊婦がワサビを食べると流産するという俗信がある[84]。